# Giả thuyết không
Trong thống kê, giả thuyết không (tiếng Anh: null hypothesis) về một tham số là khái niệm được sử dụng trong kiểm định giả thuyết thống kê. Giả thuyết không, hay được ký hiệu là H0, thường được đặt ra với mục tiêu là xem dữ liệu thu thập trong các nghiên cứu thực nghiệm có mâu thuẫn gì với giả thuyết này không. Kiểm định giả thuyết thống kê thử xem nhận định rằng dữ liệu thu thập được không khác giả thuyết không có xác suất sai là bao nhiêu, hay diễn đạt theo thuật ngữ thống kê là xác suất có thể bác bỏ được giả thuyết không là bao nhiêu. Chính vì vậy mà có tên gọi giả thuyết không. Dùng đồng thời với giả thuyết không là giả thuyết đối (hay giả thuyết thay thế). Nếu xác suất giả thuyết không bị bác bỏ ở mức đủ cao, giả thuyết đối có thể được sử dụng để thay thế.
Những người tiến hành kiểm định giả thuyết thống kê thường đặt giả thuyết không ngược lại với những gì mình dự tính rồi dùng dữ liệu để tìm xem xác suất giả thuyết không bị bác bỏ là bao nhiêu.